# Деревне пересування
Деревне пересування — це пересування тварин на деревах. У середовищах існування, де є дерева, тварини еволюціонували, щоб пересуватися по них. Деякі тварини можуть лазити по деревах лише іноді, але інші є виключно деревними. Середовища існування створюють численні механічні проблеми для тварин, що пересуваються по них, і призводять до різноманітних анатомічних, поведінкових та екологічних наслідків, а також до варіацій у різних видів.

## Біомеханіка
Деревні місця існування створюють численні механічні проблеми для тварин, які переміщуються в них, і їх вирішують різними способами. Ці виклики включають пересування по вузьких гілках, пересування вгору та вниз, балансування, перетин прогалин і боротьбу з перешкодами.

### Діаметр
Пересування по вузьких поверхнях, наприклад, по гілці дерева, може створити особливі труднощі для тварин, які не пристосовані до балансування. Під час пересування по землі розташування центру мас може коливатися з боку в бік. Але під час деревного пересування це призведе до того, що центр мас зміститься за край гілки, що спричинить тенденцію до перекидання та падіння. Деякі деревні тварини не тільки повинні мати можливість пересуватися по гілках різного діаметру, але вони також повинні їсти на цих гілках, що призводить до потреби в здатності балансувати, використовуючи руки, щоб харчуватися. Це призвело до різних типів захоплення, наприклад, лапами.

### Нахил
Гілки часто орієнтовані під кутом до сили тяжіння в деревних середовищах існування, у тому числі вертикальні, що створює особливі проблеми. Щоб подолати цю складність, багатьом тваринам доводиться хапатися за опору усіма чотирма кінцівками і збільшувати частоту своєї ходи. Коли тварина спускається, вона також повинна боротися із силою тяжіння, щоб контролювати свій спуск і запобігти падінню. Спуск може бути особливо проблематичним для багатьох тварин, і види, що живуть на високому рівні дерев, часто мають спеціалізовані методи для контролю над своїм спуском. Один із способів, як тварини запобігають падінню під час спуску, — це збільшити кількість контакту їхніх кінцівок із субстратом, щоб збільшити тертя та силу гальмування.

### Баланс
Через висоту багатьох гілок і потенційно катастрофічні наслідки падіння, рівновага має першочергове значення для деревних тварин. На горизонтальних і пологих гілках основною проблемою є перекидання набік через вузьку основу опори. Чим вужча гілка, тим більше труднощів у балансуванні виникає. На крутих і вертикальних гілках перекидання стає меншою проблемою, а відхилення назад або ковзання вниз стає найімовірнішою невдачею.

### Перетин прогалин
Деяким деревним тваринам потрібна можливість переходити з дерева на дерево, щоб знайти їжу та притулок. Щоб мати можливість переходити з дерева на дерево, тварини виробили різні пристосування. У деяких місцях дерева розташовані близько одне до одного, й проміжок можна долати за допомогою розгойдування. В інших місцях дерева не розташовані близько одне до одного, і тварини потребують певних пристосувань, щоб стрибати на великі відстані чи ковзати по повітрю.

### Перешкоди
Деревні місця існування часто містять багато перешкод, наприклад у вигляді гілок, що перешкоджають рухові. У той час як перешкоди, як правило, заважають тваринам з кінцівками, вони приносять користь зміям, створюючи опорні точки.

## Анатомічні спеціалізації
Деревні організми демонструють багато спеціалізацій для роботи з механічними проблемами пересування через їхнє середовище існування.
Деревні тварини часто мають подовжені кінцівки, які допомагають їм перетинати проміжки, діставатися до плодів чи інших ресурсів, перевіряти міцність опори попереду, а в деяких випадках і розгойдуватися.
Невеликий розмір надає багато переваг деревним видам: наприклад, збільшення відносного розміру гілок до тварини, нижчий центр маси, підвищена стабільність, менша маса (дозволяє рухатися по менших гілках) і здатність пересуватися через більш захаращене середовище існування. Розмір, пов’язаний із вагою, впливає на ковзаючих тварин, наприклад, зменшення ваги на довжину морди для «летючих» жаб.
Деякі види приматів, кажанів і всіх видів лінивців досягають пасивної стабільності, зависаючи під гілкою.

## Поведінкові спеціалізації
Розгойдування використовується приматами для дуже швидкого пересування, висячи під гілками.
Щоб подолати проміжки між деревами, багато тварин, наприклад вивірка-летяга, пристосували мембрани для ковзання. Деякі тварини можуть уповільнити свій спуск у повітрі за допомогою методу, відомого як стрибки з парашутом, наприклад Rhacophorus (вид «летючої жаби»), який має адаптовані мембрани пальців ніг, що дозволяє падати повільніше після стрибка з дерев.
Багато видів змій дуже деревні, і деякі з них розвинули спеціалізовану мускулатуру для цього середовища проживання. Пересуваючись по деревах змії повільно рухаються вздовж голих гілок, використовуючи спеціальну форму пересування — спіралеподібне, але коли вторинні гілки з’являються з гілки, на яку рухаються, змії використовують бічну хвилястість, значно швидший спосіб. Як наслідок, змії найкраще працюють у захаращеному середовищі, тоді як організми з кінцівками, здається, найкраще рухаються в незасміченому середовищі.

## Еволюційна історія
Найдавнішим відомим тетраподом, що лазить, є варанопідний амніот Eoscansor з пізнього карбону (Пенсильванія) Північної Америки, який чітко спеціалізувався на пристосуваннях для хапання, ймовірно, за стовбури дерев. Suminia, аномодонтний синапсид з Росії, який датується пізньою перм'ю, приблизно 260 мільйонів років тому, також, ймовірно, був спеціалізованим дереволазом.

## Галерея

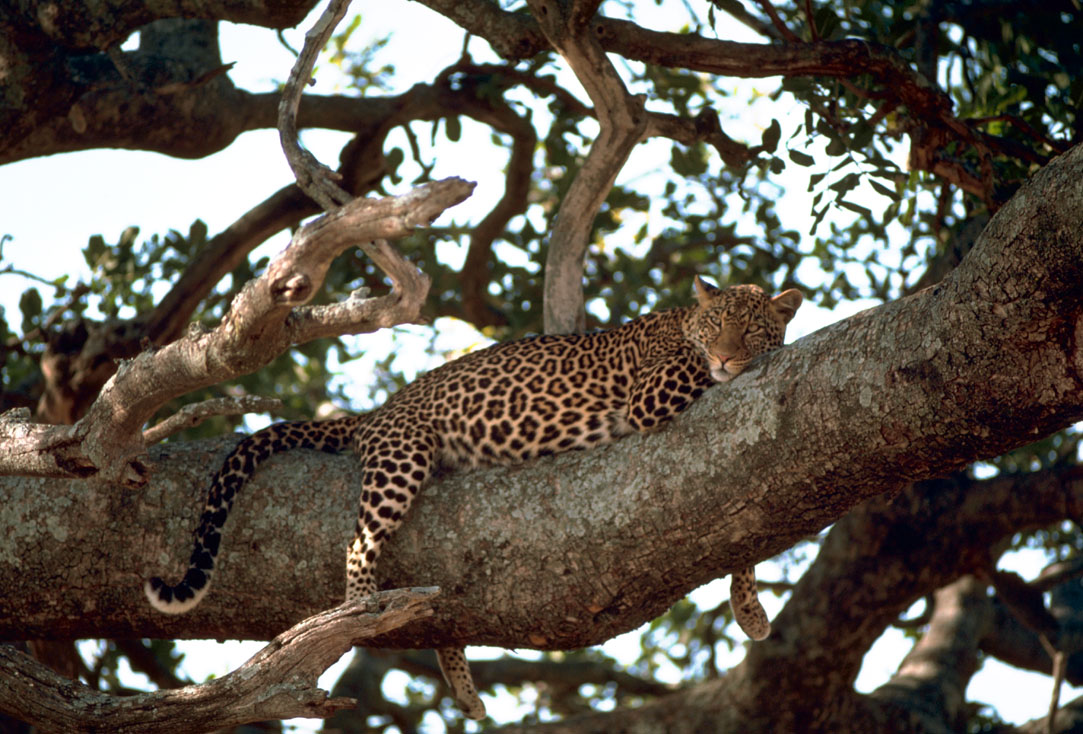
Леопарди чудово лазять і можуть переносити здобич на дерева, щоб уберегти її від падальників та інших хижаків
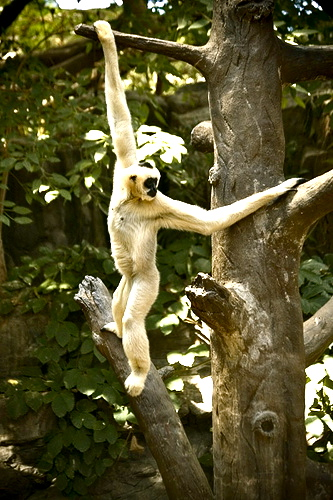
Гібонам їхні подовжені руки дозволяють легко розгойдуватися і хапатися за гілки
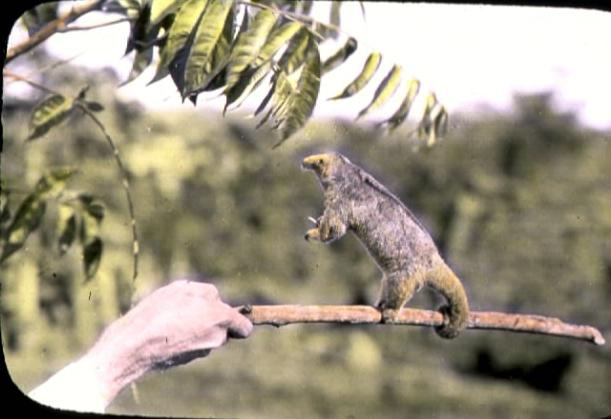
Карликовий мурахоїд використовує свій чіпкий хвіст як третю руку для стабілізації та рівноваги, а його кігті допомагають краще хапатися за гілки та лазити по них
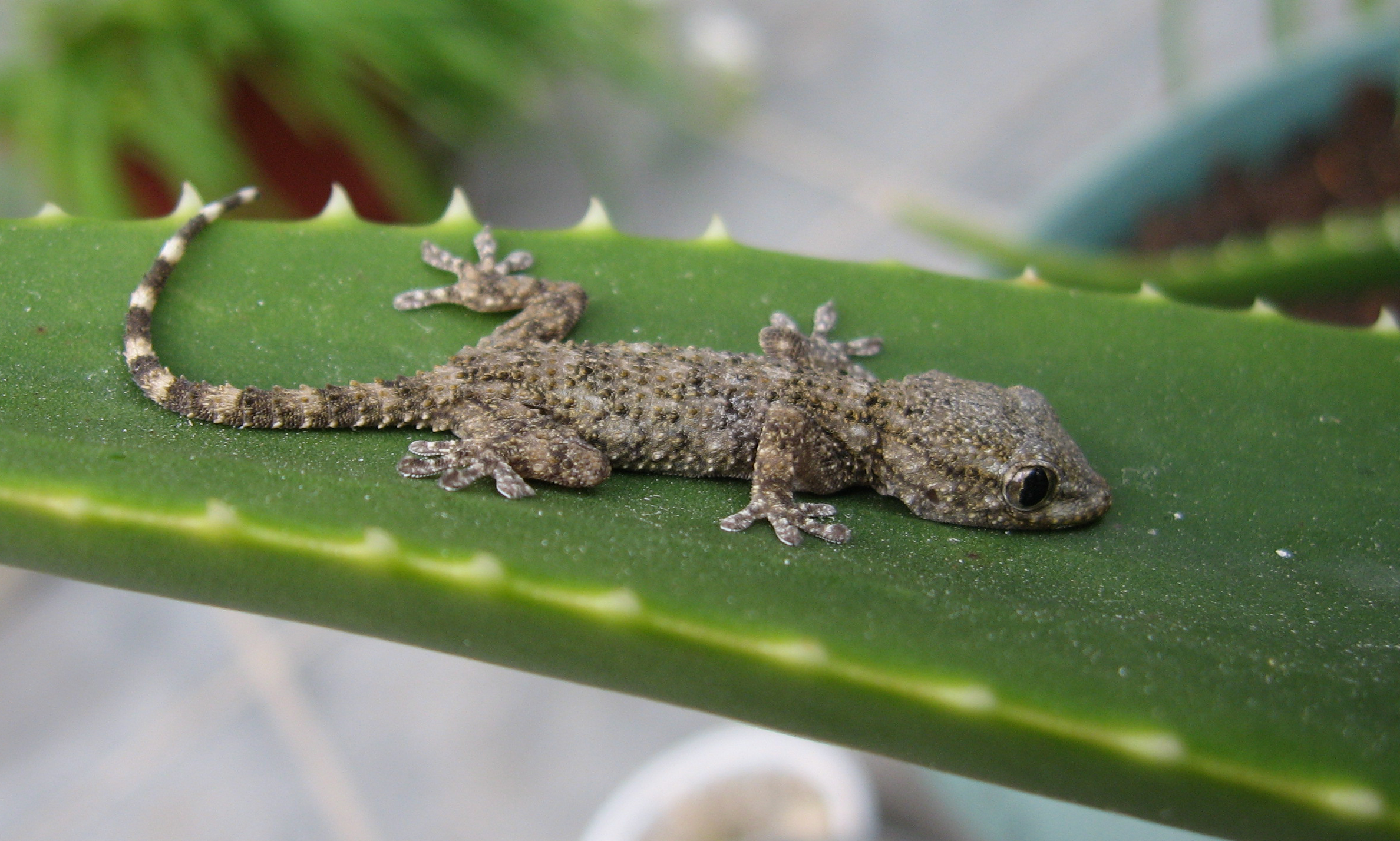
Пальці ніг геконів прилипають до поверхонь за допомогою сухого зчеплення, дозволяючи їм залишатися міцно прикріпленими до гілки або навіть до плоскої стіни
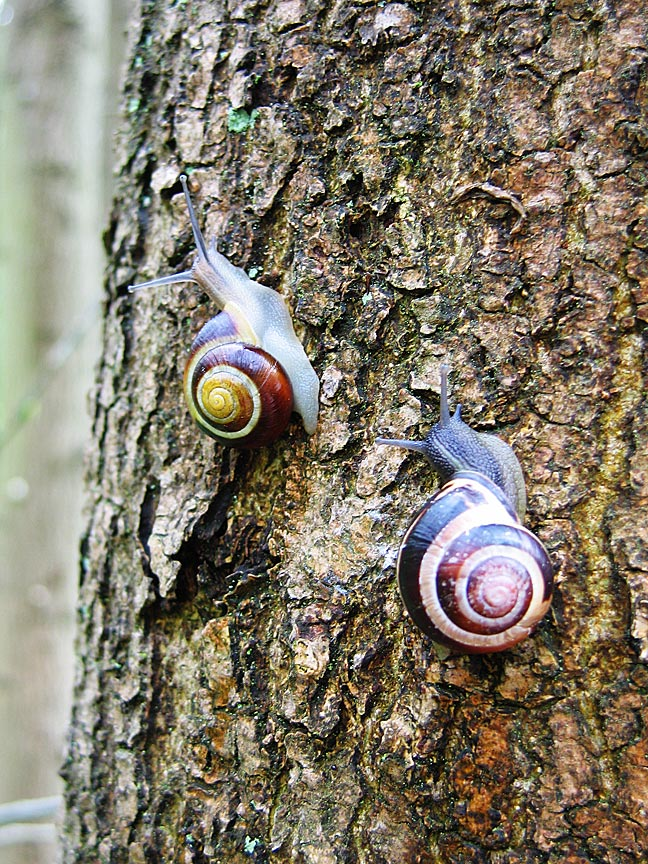
Деревні равлики використовують свій липкий слиз, щоб лазити по деревах, оскільки для цього у них немає кінцівок